# Horridopalpus
Horridopalpus is een geslacht van vlinders van de familie sikkelmotten (Oecophoridae), uit de onderfamilie Oecophorinae.

## Soorten
- H. dictamnella (Treitschke, 1835)
- H. hystricella (Möschler, 1860)
- H. moranella (Chrétien, 1907)